# NGC 1084
NGC 1084 (również PGC 10464) – galaktyka spiralna (Sc), znajdująca się w gwiazdozbiorze Erydanu. Odkrył ją William Herschel 10 stycznia 1785 roku.
W galaktyce tej zaobserwowano supernowe SN 1963P, SN 1996an, SN 1998dl, SN 2009H i SN 2012ec.